# Tomcsány
Tomcsány (szlovákul Tomčany) egykor önálló község, ma Turócszentmárton városrésze Szlovákiában, a Zsolnai kerületben, a Turócszentmártoni járásban.

## Fekvése
A városközponttól 3 km-re keletre fekszik.

## Története
1258-ban említik először. 1416-ban „Thoma”, 1417-ben „Tomkahaza” néven szerepel.
A 18. század végén Vályi András így ír róla: „TOMCSIN. Tomcsani. Tót falu Túrócz Várm. földes Urai Tomcsányi, és több Urak, lakosai evangelikusok, fekszik Szent Mártonnak szomszédságában, és annak filiája; azon folyó víz mellett, melly Cedron, és Jordán vizekből származik.”
Fényes Elek 1851-ben kiadott geográfiai szótárában így ír a faluról: „Tomcsány, tót falu, Thurócz vgyében, a Jordán patakja mellett, Sz. Mártontól keletre 1/2 órányira. Lakja 23 kath., 25 evang. Határja nem nagy, de termékeny; jó káposztát termeszt. F. u. többen. Ut. p. Thurócz-Zsámbokrét.”
1910-ben 86, túlnyomórészt szlovák lakosa volt. 1920-ig Turóc vármegye Turócszentmártoni járásához tartozott.
1949-ben csatolták Turócszentmártonhoz.

## Külső hivatkozások
- Tomcsány Szlovákia térképén